# إيريك توهير
إيريك توهير (مواليد 30 مايو 1970) هو رجل أعمال إندونيسي. وهو مؤسس ورئيس مجلس إدارة مجموعة مهاكا، وهي شركة قابضة تركز على الإعلام والترفيه. كان المالك والرئيس السابق لإنتر ميلان و‌دي.سي. يونايتد، والرئيس المباشر لـ إيه إن تي في [الإنجليزية] ورئيس اللجنة الأولمبية الإندونيسية [الإنجليزية]. اعتبارًا من 23 أكتوبر 2019، كان وزيرًا للمؤسسات المملوكة للدولة في إندونيسيا. اعتبارًا من 23 يناير 2021، أصبح أيضًا رئيس مجلس إدارة Masyarakat Ekonomi Syariah للفترة من 2021 إلى 2024، وهو حاليًا أيضًا مالك برسيس سولو مع كايسانغ بانجاريب [الإنجليزية].

## وصلات خارجية
- Official website of PT. Mahaka Media Group
- Official website of antv
- Official website of Satria Muda Basketball